# هشام عرفات
هشام عرفات (1964 - 2024)، هو سياسي مصري شغل منصب وزير النقل، تولى وزارة النقل في تعديلات وزارة شريف إسماعيل في فبراير 2017، واستمر في منصبه في وزارة مصطفى مدبولي حتى قدم استقالته من منصبه في 27 فبراير 2019 على إثر حادث قطار محطة رمسيس. أشرف خلال فترة توليه وزارة النقل على المشروع القومي الطرق الذي أحدث طفرة ملحوظة في البنية التحتية للطرق في مصر.

## دراسته
حصل هشام عرفات على بكالوريوس الهندسة من جامعة عين شمس في عام 1985؛ وحصل على درجة الماجستير من نفس الجامعة في عام 1991؛ وحصل على الدكتوراه من جامعة عين شمس وجامعة براونشفايغ بألمانيا. وتدرج في العديد من المناصب والوظائف بالجامعة، حيث شغل منصب عضو اللجنة القومية للإشراف على البرامج الخاصة.

## حياته الخاصة
هشام عرفات متزوج من مهندسة تعمل في القطاع الخاص وأنجبا ولدين هما خالد وأحمد تخرجا من الجامعة الألمانية، أحدهما قسم كهرباء اتصالات، والآخر ميكانيكا.

## عمله
صمم عرفات أكثر من 10 جسور، كما سبق له المشاركة في تصميم وإنشاء الخطين الأول والثاني من مترو الأنفاق، كما عمل لفترة استشاريًا في المملكة العربية السعودية، حيث شارك في تصميم وإنشاء عدد من الأنفاق والكباري في مدينتي جدة والطائف. وعمل عرفات في عام 2010 مستشارًا لوزير النقل لشئون الأنفاق والطرق، وله دراية واسعة بملفات وزارة النقل، وأهمها المشروع القومي للطرق. وأشرف عرفات على عملية تمرير الحفار العملاق نفرتاري أسفل ماسورة الصرف الصحي في شارع بورسعيد في منطقة باب الشعرية عام 2010، خلال تنفيذ المرحلة الأولى من الخط الثالث للمترو حيث رأس لجنة شكلها وزير النقل الأسبق علاء فهمي للإشراف على عملية نقل الحفار في هذه المرحلة، التي كانت هي الأصعب بسبب التخوفات من حدوث انهيار أو كسر للماسورة مما كان سيترتب عليه من غرق القاهرة في مياه الصرف الصحي، إلا أنه استطاع إتمام العملية بنجاح، كما كان يشغل رئيس قسم الهندسة الإنشائية بجامعة المستقبل.
وعقب تعيينه وزيرًا للنقل، واجه عرفات عدة تحديات، أبرزها إنجاز المشروع القومي للطرق الخاص ببرنامج السيسي، والمتبقي منه 4 طرق، وهي شبرا ـ بنها والدائري الإقليمي والفرافزة ـ عيد دالة وجنوب الفيوم ـ الواحات، إلى جانب تطوير السكة الحديد وإعادة هيكلتها.